# Freemasons
Freemasons é uma banda inglesa de dance music formada na cidade de Brighton, East Sussex. O grupo consiste dos produtores Russell Small e James Wiltshire.

## Discografia

### Álbuns de estúdio
| Ano  | Informação | Chart positions       | Chart positions           |
| Ano  | Informação | UK Compilations Chart | Irish Top 30 Compilations |
| ---- | --- | --------------------- | ------------------------- |
| 2007 | Shakedown - 1º álbum de estúdio - Lançado: 22 de janeiro de 2007 - Formatos: 2 CDs, digital download - Gravadora: Loaded Records | -                     | -                         |
| 2007 | Unmixed - 2º álbum de estúdio - Lançado: 29 de outubro de 2007 - Formato: 2 CDs, digital download - Gravadora: Loaded Records    | -                     | -                         |
| 2009 | Shakedown 2 - 3º álbum de estúdio - Lançado: 29 de junho de 2009 - Formato: 2 CDs, digital download - Gravadora: Loaded Records  | 17                    | 39                        |

### Singles
| Ano  | Single                                                          | Chart positions | Chart positions | Chart positions | Chart positions | Chart positions | Chart positions | Chart positions | Chart positions | Álbum       |
| Ano  | Single                                                          | UK              | AUS             | BEL             | BUL             | FIN             | FRA             | IRE             | NL              | Álbum       |
| ---- | --------------------------------------------------------------- | --------------- | --------------- | --------------- | --------------- | --------------- | --------------- | --------------- | --------------- | ----------- |
| 2005 | "Love On My Mind" (featuring Amanda Wilson) †                   | 11              | 46              | 27              | —               | —               | 70              | 38              | 26              | Unmixed     |
| 2006 | "Watchin'" (featuring Amanda Wilson) †                          | 19              | —               | 34              | —               | 5               | —               | 49              | 29              | Unmixed     |
| 2007 | "Rain Down Love" (featuring Siedah Garrett) †                   | 12              | —               | 20              | 17              | 8               | —               | —               | —               | Unmixed     |
| 2007 | "Nothing But A Heartache" (featuring Sylvia Mason-James) †      | —               | —               | —               | 18              | —               | —               | —               | —               | Unmixed     |
| 2007 | "Uninvited" (featuring Bailey Tzuke)                            | 8               | —               | 2               | 7               | —               | 11              | 50              | 4               | Unmixed     |
| 2008 | "When You Touch Me" (featuring Katherine Ellis) †               | 23              | —               | 28              | —               | —               | —               | —               | 30              | Unmixed     |
| 2009 | "If" (featuring Hazel Fernandes)                                | —               | —               | —               | 15              | —               | —               | —               | —               | Unmixed     |
| 2009 | "Heartbreak (Make Me A Dancer)" (featuring Sophie Ellis-Bextor) | 13              | 51              | —               | 9               | 19              | 44              | 38              | 85              | Shakedown 2 |

† Singles também lançados no álbum Shakedown.

### Remixes

#### 2005
- "Mesmerized" - Faith Evans
- "I Just Can't Get Enough" (featuring Abigail Bailey)  - Herd & Fitz
- "Zap Me Lovely (The Nokia Song)" - Trick
- "Lovin' You More" (featuring Steve Smith) - Steve Mac vs. Mosquito
- "I See Girls" - Studio B
- "C'mon, Get It On" - Studio B
- "Movin' Into Light" - Black Fras
- "Suntan" (featuring Tia) - The Beach
- "I Wasn't Kidding" - Angie Stone

#### 2006
- "Déjà Vu" - Beyoncé
- "Ring the Alarm" - Beyoncé
- "Right Here, Right Now" - Fatboy Slim
- "Love Sensation" - Loleatta Holloway
- "Shine" - Luther Vandross
- "Most Precious Love" - Blaze (ft. Barbara Tucker)
- "Moving too Fast" - Supafly Inc.
- "Turn Me On" - Dirty Old Ann
- "In My Mind" - Heather Headley
- "(Don't) Give Hate a Chance" - Jamiroquai
- "Give Me the Night" - Xavier

#### 2007
- "Take Me 2 the Sun" - Disco Freaks
- "Beautiful Liar" - Beyoncé & Shakira
- "Green Light" - Beyoncé
- "Sexual Healing" (ft. Marvin Gaye) - Rockefeller vs. Alibi
- "Work" - Kelly Rowland

#### 2008
- "Disco's Revenge" (featuring Amanda Wilson) - Gusto
- "The One" - Kylie Minogue
- "I Decided" - Solange Knowles
- "Sandcastle Disco" - Solange Knowles
- "Disco Lies" - Moby
- "Pjanoo" - Eric Prydz
- "Keep This Fire Burning" (featuring Amanda Wilson) - The Outsiders
- "Love Is The Answer" (featuring Peyton) - Funk Fanatics

#### 2009
- "Million Dollar Bill" - Whitney Houston
- "Take Me To The Sun 2009 Remix" - Disco Freaks